# Altaelva (Rio Alta)
Esta categoria contém páginas relacionadas com os rios da Noruega
Peixes da água doce

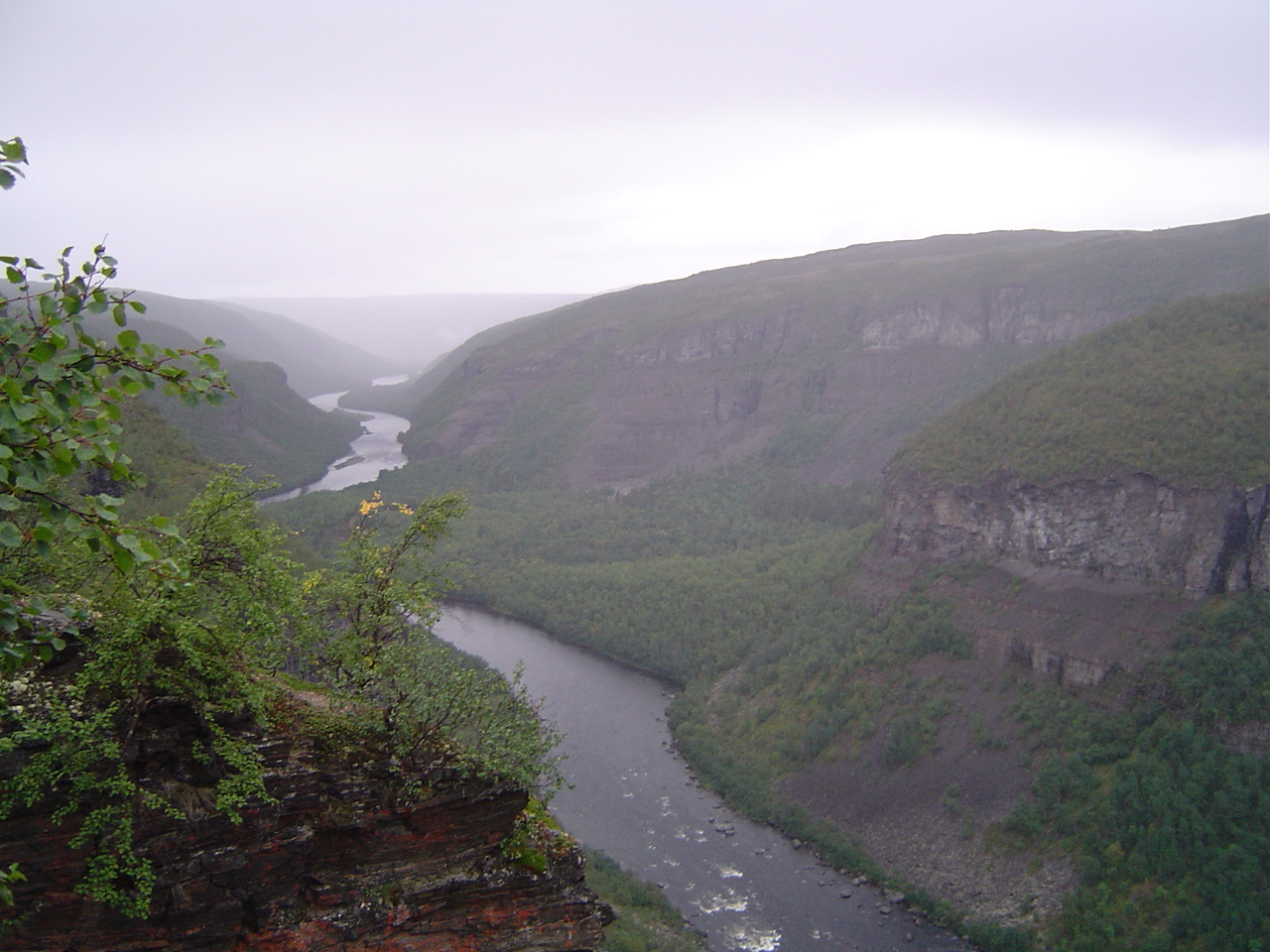
Desfiladeiro do Rio Alta, em Svartfossen

Localização geográfica de Finnmark

Altaelva (em português: Rio Alta; em lapão setentrional: Álttáeatnu; em kven: Alattionjoki) é o terceiro maior rio do condado de Finnmark, na Noruega. O rio nasce nas montanhas do município de Kautokeino, perto da linha de fronteira entre o condado de Finnmark e o extremo norte da a Finlândia, a sul do Parque Nacional Reisa. O Rio Alta, com  240 Kms de extensão, corre numa linha quase direta rumo ao norte, onde desagua no Fiorde de Alta (Altafjord), na cidade de Alta. O rio esculpiu o grande Sautso, um dos maiores desfiladeiros da Europa, ao longo do seu fluxo através do planalto de Finnmarksvidda até ao mar. As povoações de Kautokeino e Masi, além da cidade de Alta, todas cresceram ao longo das margens do Rio Alta.

## História
Até ao século XVII, eram sobretudo os Sámi que pescavam no Rio Alta. No século XVII, estando a Noruega sob a tutela do Reino da Dinamarca, o rei dinamarquês desenvolveu um interesse pelos territórios do norte e como forma de consolidar o domínio, começou a arrendar o rio por uma taxa anual. Este tipo de controle contniou até cerca de 1730. Depois disso, surgiram as primeiras companhias fluviais, que se desenvolveram na Alta Salmon Fishing Partnership. No século XIX, muitos britânicos viajavam pela Noruega para pescar salmão. Sir Hyde Parker foi um dos primeiros a chegar ao Rio Alta para pescar salmão em 1836. Subsequentemente, muitos britânicos passaram a pescar no rio durante várias gerações. Muitos altaenses trabalharam como guias para pescadores estrangeiros. Este trabalho foi frequentemente passado de pai para filho durante gerações.
Durante as décadas de 1970 e 1980, o rio foi o ponto fulcral da controvérsia de Alta com sérias tensões sociais devido a posições opostas relativas à construção duma barragem e Central hidroelétrica. A central eléctrica de Alta foi finalmente completada em 1987, criando um novo lago, o Virdnejávri no rio Kautokeino, afluente do rio Alta.

## Espécies de peixes
- Salmão
- Truta, mar e interior
- Truta-de-Rio
- Peixe-cinzento

As águas da parte alta do rio também abrigam estas espécies: 
- Enguia
- Lúcio
- Peixe-branco

O rio Alta é um dos melhores rios de salmão da Noruega, conhecido pelos seus salmões de grande porte. Em gerações anteriores, o salmão pescado no rio Alta atingia pesos até 33 Kgs, mais recentemente ainda se pescam salmões de 24 Kgs. Em 2011, foram oficialmente capturados 1.082 salmões (de 7 Kgs ou peso superior) neste rio.
1. ↑  «Altaelva (Rio Alta)». Store norske leksikon (em norueguês). Consultado em 14 de janeiro de 2013
2. ↑  «Alta Dam Controversy». Environment and Society Portal (em inglês)
3. ↑  «Virdnejávri lake» (em inglês)
4. ↑  Store norske leksikon. «Altaelva (Rio Alta)» (em norueguês). Consultado em 14 de janeiro de 2013